# Шведи в Україні
Шведи в Україні — національна меншина, що налічувала за переписом населення 2001 року 188 осіб, переважно у Херсонській області.
У 1782 року шведи-емігранти з території острова Даґо (нині — Естонія) заснували в Новоросійській губернії поселення Старошведське (швед. Gammalsvenskby). Це єдина скандинавська колонія у Євразії на схід від Фінляндії. Після завершення російсько-шведської війни 1791 року до Старошведського відправлені військовополонені шведської армії.
До 1917 року шведська колонія перебувала у складі Російської імперії, а до 1915 року мала офіційну назву Старошведське Altshwedendorf. Цей час характерний окремим адміністративним статусом шведського колоністського округу (пізніше — волость). У підпорядкуванні шведського округу було три великих німецьких села.
З 1926 по 1938 рік шведська колонія мала дві офіційні назви: Старошведське та швед. Gammalsvenskby. Швеція знала місце проживання як «швед. Gammalsvenskby». Радянські періодичні видання називали українських шведів як старо-шведи швед. Gammal-svenskbyborna.
На період 1920-х років шведи зазнали політики коренізації.
1929 року значна частина місцевих шведів, близько 885 осіб емігрували до Швеції. Сьогодні у селі Зміївка, частиною якого є Старошведське, проживає більше сотні шведів, нащадків переселенців з Балтії.

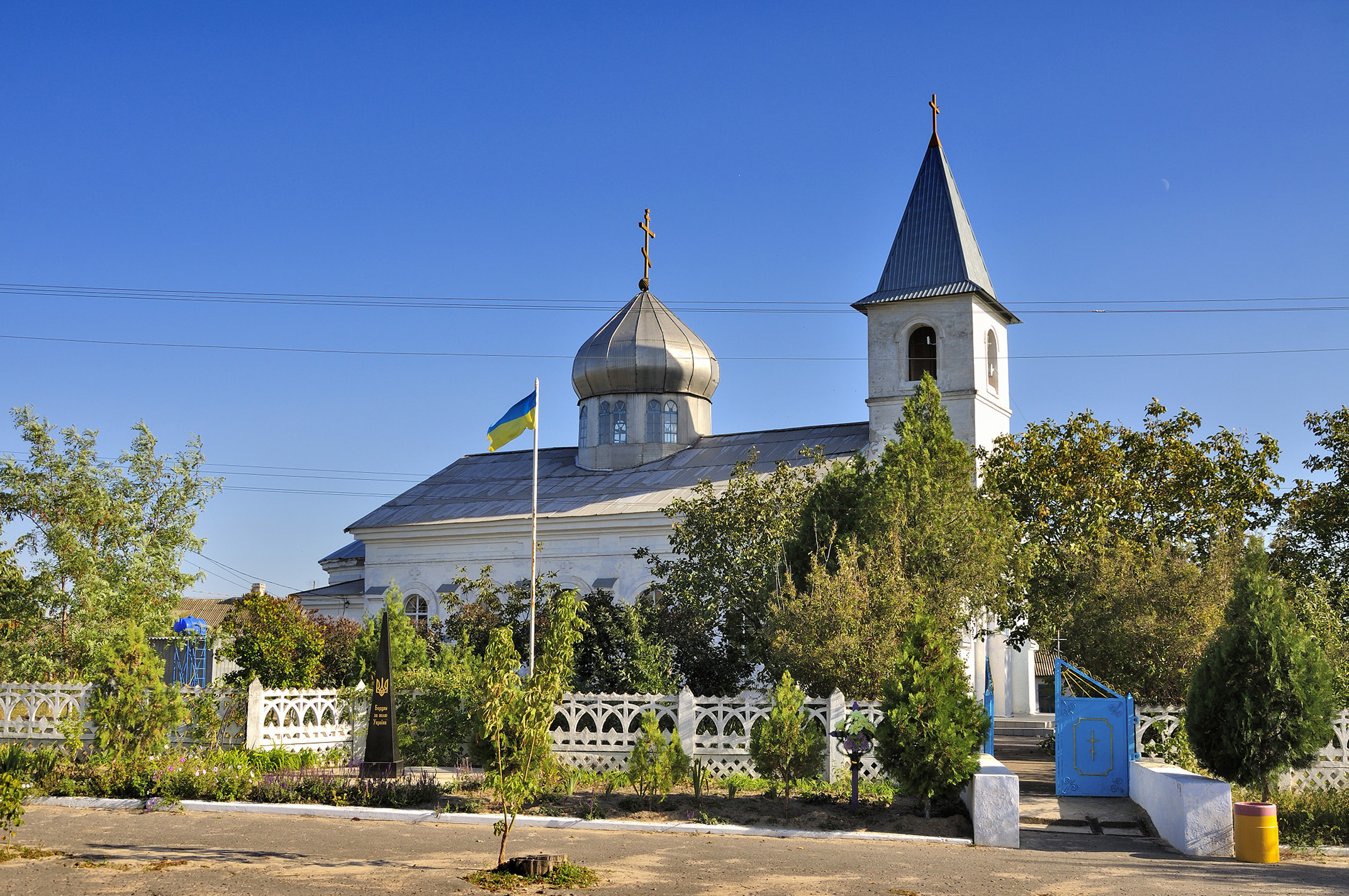
Шведська церква, нині використовується як православна

Шведи Зміївки

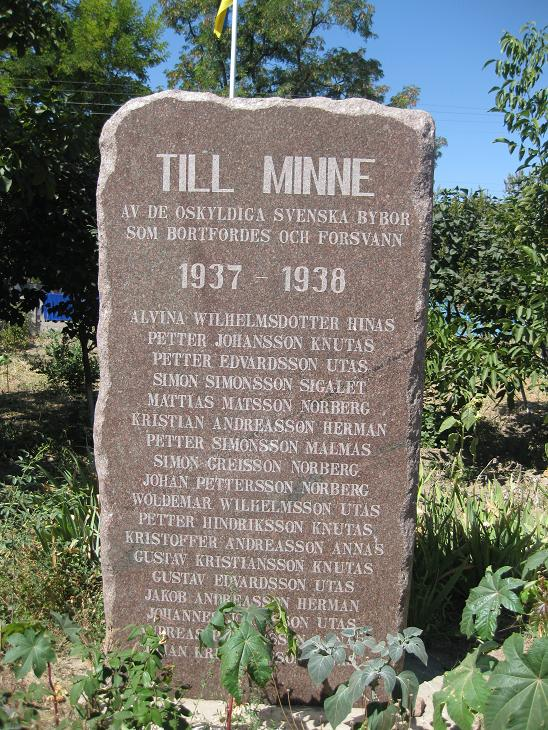
Пам'ятник репресованим українським шведам

## Історія

### Російська імперія
Перші шведські поселення на території сучасної Естонії з’явились у XIII-XIV столітті. Причинами переселення могли бути прагнення врятуватись від влади на історичній батьківщині та знайти кращі умови для життя. Тодішні господарі естонських земель сприяли переселенцям у всьому, адже були зацікавлені в платниках податків, та надавали шведам для поселення порожні острови та узбережжя. 1341 року єпископ Курляндії затвердив шведське право, яке встановлювало обмеження податків та особисту свободу. Саме остання відрізняла шведів від естонських селян, які були кріпосними. Шведи однак не були вищим класом, але звичайними селянами та рибалками, а ті, які мешкали в містах, належали здебільшого до посполитих. Особливо імміґрації шведів сприяли після Заколоту Юрьєвої ночі (Jüriöö ülestõusu, 1343–45) з огляду на необхідність збільшити чисельність християн. Чисельність шведів на естонських землях була найбільшою в середині XVI століття, коли в Естонії мешкало від 5000 до 7000 шведів (приблизно 2–3% населення) (Естонська енциклопедія, http://entsyklopeedia.ee/artikkel/eestirootslased2 [Архівовано 17 травня 2018 у Wayback Machine.]).
Розпад Тевтонського ордену з наступним встановлення влади шведського короля призвів до погіршення стану естонських шведів. Балтонімецька та шведська шляхта не визнавала за естонськими селянами шведського походження окремих прав. Після Північної війни естонськи шведи втратили свої привілеї (https://www.err.ee/447674/hiiurootslased-kuuditati-225-aastat-tagasi-ukrainasse).

#### Депортація за Катерини II
Для того, щоби зберегти свої привілеї, естонці шведського походження боролись проти поміщиків на межі століть. У 1779 році шведи винайняли німецького правника Heinrich Ernst Stoecker захищати їхні права. Однак після тимчасового успіху справу було програно. Шведи могли залишатись на землях Karl Magnus Stenbock тільки до березня 1781 року, коли справа повинна була знову піти в суд. Судова тяганина привернула увагу князя Потьомкіна, який відповідав за колонізацію завойованих територій на узбережжі Чорного моря. Він запропонував Катерині ІІ поселити гійумаських шведів на Півдні України. 20 серпня 1781 року розпочався шлях, цього дня відбулась остання служба божа шведської громади на Рістімягі (https://www.err.ee/447674/hiiurootslased-kuuditati-225-aastat-tagasi-ukrainasse). Шведи, виїзжаючи з Гійумаа, сподівались на повернення. На знак цього вони будували хрести і ця традиція збереглась понині — неподалік від столиці Гійумаа Кярдла є Рістімяґі (Пагорб хрестів, https://et.wikipedia.org/wiki/Ristimägi_(Hiiumaa)), де люди залишають з підручних матеріалів хрести на знак того, що вони сподіваються приїхати сюди ще раз.
Всього виїхали 1319 осіб (https://www.err.ee/447674/hiiurootslased-kuuditati-225-aastat-tagasi-ukrainasse, за іншими оцінками виїхало 1200 осіб, Естонська енциклопедія, http://entsyklopeedia.ee/artikkel/eestirootslased2 [Архівовано 17 травня 2018 у Wayback Machine.]), з яких понад 350 були дітьми. Наступної весни переселенці досягли півдня України, з яких приблизно половина загинула в дорозі.
Шведи оселились на Півдні України неподалік Берислава (Естонська енциклопедія, http://entsyklopeedia.ee/artikkel/eestirootslased2 [Архівовано 17 травня 2018 у Wayback Machine.]), де вони заснували колонію Gammalsvenskby або Vanarootsiküla.

#### Шведський колоніальний округ
У 1852 році у шведському окрузі працювало 674 осіб. Дохід котрих склав 18 рублів 16 копійок у середньому. В основному продажі були коштом продажів хліба та вовни. 10,007 рублів від продуктів та 2,239 рубля від продажів вовни. Разом 12,246 рубля. Відомо, що у цьому ж році було створено знарядь на 935 рублів.
2 січня 1858 року колоністи Шведського округу отримали Найвищу подяку за пожертвування під час Кримської війни. Волосний старшина округа Готфрид Верлепо отримав срібну медаль з написом «За усердие» (За старанність).

#### Перша світова війна
Під час Першої світової війни шведи України, як піддані російського імператора були мобілізовані до армії. Після розпорядження воєнного міністерства Російської імперії шведське село Альтшведендорф включено до переліку тимчасових населених пунктів розміщення біженців. Про це було повідомлено Південно-західного відділення Російського товариства Червоного Хреста, а також Всеросійський земський союз.

### Радянський союз

#### Воєнний комунізм
У зв'язку із тим, що шведське село стало тимчасовим пунктом розміщення біженців до 1920 року розміщення біженців у шведському селі не спостерігалось. Причиною подібного стало відсутність залізниці поруч, як один із чинників для пересування біженців.  В 1920 році влада більшовиків реквізує у шведів коней. Це спричинило економічну нестабільнісь шведського населення. До того ж з негарадів шведського етносу відносять й голод 1921-1923 років.

#### НЕП та Коренізація
Відновлення приватних відносин під час Нової економічної політики пожвавив економічне зростання. Разом тим в період коренізації та націоналізації районів шведам було відмовлено у заснуванні Шведського національного району в межах сучасного Бериславського району. Разом з тим населениму пункту надали статус національного та дозволили ісунвання шкіл зі шведського мовою викладання, а також функціонування у діловодстві шведської мови в межах Старошведської національної сільської ради.

#### Антирелегійна кампанія
Наприкінці 1920-х розгорнулась антирегійна кампанія проти шведської лютеранської громади шведських сіл.

#### Повернення до Швеції
Рух заради повернення шведів на історичну батьківщину започаткував архієпископ Упсальський Натан Седерблум.
Рееміграція   шведів України до Швеції відбувався в два етапи.
1 серпня 1929 року 881 особа зі шведського села Альтшведендорф повернулись до Королівства Швеція. Завдяки старанням шведського колоніста Йоханнеса Бускаса була збережена історична пам'ять шведських колоністів. Шведи поставились до пізніх переселенців вороже, вбачаючи в них емігрантів. Більшість з них посилились на острові Готланд. Проте, уряд Швеції заборонив їм створювати власну громаду. На цьому ж острові було побудовано лютеранську кірху із дзвонами старої кірхи села Альтшведендорф. Кожного року 1 серпня вони дзвонять на честь пам'яті повернення до Швеції.
Не всі шведи втримались у Швеції у зв'язку з економічною кризою. Так, частина емігрувала до Канади у провінцію Манітоба. Після економічного піднесення вони повернулись знов до Швеції.
Усі особи, котрі не повернулися назад, засуджені як зрадники й вороги трудящого народу.

#### Повернення до СРСР
Активна пропаганда Комінтерну та шведської комуністичної партії спричинило те, що 120 осіб (або 14% загального числа репатріантів) повернулись до України. Деякі з них вступили до комуністичної партії.

#### Шведський колгосп
Це перший у світі шведський колгосп під назвою «Шведкомпартія».

### Друга світова війна
Під час окупації Верхмату України шведське населення співпрацювало із німецькою адміністрацією. Перший напрямок характеризується перекладом з німецької (шведи України знали німецьку мову). Другий напрямок характерний у контролі виконання продовольчих поставок до Німеччини.

#### Виселення в Німеччину
Шведи уникнули депортації за указом Президії Верховної ради СРСР (серпень 1941 року).

#### Депортація в Комі АРСР
Після повернення радянської влади в Україні більшість шведів звинувачено у «зраді Батьківщині».

### Післявоєнний час
Після проведення операції Вісла до шведської громади було долучено мешканців із східної Польщі, що позначилось на етнічно-релігійній різноманітності, а також асиміляції шведського етносу України.

#### Пізній соціалізм
З метою пропаганди КДБ використовувало мешканців села для інформування західної спільноти. Так, у 1967 році було інтерв'ю з Андрієм Гоасом у статті «Діти різних народів» (Газета «Наддніпрянська Правда», 1967 рік). Про що швед розповідав про щасливе життя шведських колгоспників.

#### Перебудова
Під час перебудови пожвавились контакти з родичами із-за кордону. У 1989 році Йоханнес Бускас відвідав Зміївку.

## Сучасність

### Незалежна Україна
Від 1992 року відновлена душпастирську діяльність громади Євангелічно-лютеранської церкви, котра розділила приміщення кірхи з греко-католицькою  парафією.

## Заклади культури

### Старошведська кірха
Побудована 1782 року шведами кірха стала першим лютеранським храмом в південній Україні. Бувши релігійним приходом існувала до 1929 року. Зараз це розділене приміщення з греко-католицькою громадою. Від 1992 року відроджена Євангелічно-лютераська церква.

## Чисельність

### XIX століття
На початку XIX століття кількість шведів становила  150 або 160 осіб 1852 році шведів налічувало 168 осіб. В середині XIX століття чисельність шведів досягла близько 820 чоловік. Згідно Всеросійського перепису 1897 року їх становило до 900 осіб.

### XX століття
Чисельність шведів за переписами
- 1926 — 965
- 1939 — 389

### XIX століття
Шведи в Україні за переписом 2001 р.
- 2001 — 188
- Херсонська область — 144
- Київ — 13
- Одеська область — 7

## Мова
За переписом 2001 року зі 188 шведів України назвали рідною мовою шведську 32 осіб (17,0%), українську — 122 (64,9%), російську — 28 (14,9%)